# Vampire Weekend (album)
Albums de Vampire Weekend
Contra
(2010)
Vampire Weekend est le premier album du groupe Vampire Weekend, sorti le 29 janvier 2008.

## Liste des titres

### Album
Toutes les chansons ont été écrites par Rostam Batmanglij, Ezra Koenig, Christopher Tomson et Chris Baio, sauf celles mentionnées.
1. Mansard Roof - 2:07
2. Oxford Comma - 3:15
3. A-Punk - 2:17
4. Cape Cod Kwassa Kwassa - 3:34
5. M79 (Batmanglij, Koenig) - 4:15
6. Campus (Batmanglij, Koenig)- 2:56
7. Bryn - 2:13
8. One (Blake's Got a New Face) (Koenig, Slinger Francisco) - 3:13
9. I Stand Corrected - 2:39
10. Walcott - 3:41
11. The Kids Don't Stand a Chance - 4:03
12. Ladies of Cambridge (Bonus sur la version japonaise) - 2:40
13. Arrows (Bonus sur la version japonaise) - 3:04

## Musiciens
- Ezra Koenig - chant, guitare et piano
- Rostam Batmanglij - clavier, guitare, chant, Chamberlin, synthétiseur, orgue, clavecin, shaker, ingénieur du son et mixage audio
- Chris Tomson - batterie et guitare
- Chris Baio - basse
- Hamilton Berry – violoncelle
- Jonathan Chu – violon, alto
- Jeff Curtin – hand drums, shaker
- Wesley Miles – chœur
- Jessica Pavone – violon, alto
- Joey Roth – hand drums

## Singles
- Mansard Roof (23 octobre 2007)
- A-Punk (28 février 2008)
- Oxford Comma (26 mai 2008)
- Cape Cod Kwassa Kwassa (18 août 2008)

## Anecdote
- Il a été nommé 56e meilleur album de la décennie par le magazine Rolling Stone[1].

## Sources
- Cet article est issue en grande partie de l'article en anglais Vampire Weekend (album).